# Samsons-Lion
Samsons-Lion település Franciaországban, Pyrénées-Atlantiques megyében. Lakosainak száma 95 fő (2022. január 1.). Samsons-Lion Anoye, Lembeye, Maspie-Lalonquère-Juillacq, Peyrelongue-Abos és Simacourbe községekkel határos.

## Népesség
A település népessége az elmúlt években az alábbi módon változott:
| Lakosok száma | 79   | 84   | 88   | 88   | 89   | 90   | 92   | 93   | 95   |
|               | 2013 | 2015 | 2016 | 2017 | 2018 | 2019 | 2020 | 2021 | 2022 |